# Réserve de faune d'Abou Telfane
 (avril 2024).
La Réserve de faune d'Abou Telfane est une zone protégée située au Tchad dans la région du Guéra. Elle a été créée en 1955. La réserve de faune s'étend sur 1 100 km 2,.